# بروفنسال (لويزيانا)
بروفنسال (بالإنجليزية: Provencal village, Louisiana)‏ هي قرية تقع بولاية لويزيانا في الولايات المتحدة. تبلغ مساحتها 6.38 كم2، وترتفع عن سطح البحر 52.1208 م، بلغ عدد سكانها 611 نسمة في عام 2010 حسب إحصاء مكتب تعداد الولايات المتحدة وتصل الكثافة السكانية فيها 95.8 نسمة لكل كيلومتر مربع (248.1/ميل2).

## التركيبة السكانية
حدّد مكتب تعداد الولايات المتحدة بيانات التركيبة السكانية لبروفنسال في تعداد الولايات المتحدة. في ما يلي، التركيبة السكانية حسب تعدادي 2000 و2010.

### تعداد عام 2000
بلغ عدد سكان بروفنسال 708 نسمة بحسب تعداد عام 2000، وبلغ عدد الأسر 273 أسرة وعدد العائلات 201 عائلة مقيمة في القرية. في حين سجلت الكثافة السكانية 111 نسمة لكل كيلومتر مربع (287.5/ميل2). وبلغ عدد الوحدات السكنية 308 وحدة بمتوسط كثافة قدره 48.3 لكل كيلومتر مربع (125.1/ميل2).
وتوزع التركيب العرقي للقرية بنسبة 97.60% من البيض و0.42% من الأمريكيين الأفارقة و1.13% من الأمريكيين الأصليين و0.28% من الأعراق الأخرى و0.56% من عرقين مختلطين أو أكثر و1.27% من الهسبانيون أو اللاتينيون من أي عرق.
بلغ عدد الأسر 273 أسرة كانت نسبة 44.3% منها لديها أطفال تحت سن الثامنة عشر تعيش معهم، وبلغت نسبة الأزواج القاطنين مع بعضهم البعض 61.5% من أصل المجموع الكلي للأسر، ونسبة 10.3% من الأسر كان لديها معيلات من الإناث دون وجود شريك، بينما كانت نسبة 1.8% من الأسر لديها معيلون من الذكور دون وجود شريكة وكانت نسبة 26.4% من غير العائلات. تألفت نسبة 25.3% من أصل جميع الأسر من عدة أفراد يعيشون في نفس المنزل ونسبة 13.2% كانت تتألف من شخص يعيش بمفرده يبلغ من العمر 65 عاماً أو أكثر. وبلغ متوسط حجم الأسرة المعيشية 2.59، أما متوسط حجم العائلات فبلغ 3.12.
بلغ العمر الوسطي للسكان 30.0 عاماً. وكانت نسبة 29.9% من القاطنين تحت سن الثامنة عشر، وكانت نسبة 11.3% بين الثامنة عشر والرابعة والعشرين عاماً، ونسبة 25.6% كانت واقعةً في الفئة العمرية ما بين الخامسة والعشرين والرابعة والأربعين عاماً، ونسبة 20.9% كانت ما بين الخامسة والأربعين والرابعة والستين، ونسبة 12.3% كانت ضمن فئة الخامسة والستين عاماً فما فوق. يوجد لكل 100 أنثى 87.8 ذكر، ويوجد لكل 100 أنثى في الثامنة عشر من عمرها فما فوق 83.7 ذكر.
بلغ متوسط دخل الأسرة في القرية 31,196 دولارًا، أما متوسط دخل العائلة فبلغ 32,625 دولارًا. وكان متوسط دخل الذكور 31,389 دولارًا مقابل 19,625 دولارًا للإناث. وسجل دخل الفرد الخاص بالقرية 14,842 دولارًا. وكانت نسبة 7.1% من العائلات ونسبة 9.3% من السكان تحت خط الفقر، وكان من هؤلاء نسبة 10% تحت سن الثامنة عشر ونسبة 5.9% في الخامسة والستين من العمر وما فوق.

### تعداد عام 2010
بلغ عدد سكان بروفنسال 611 نسمة بحسب تعداد عام 2010، وبلغ عدد الأسر 244 أسرة وعدد العائلات 172 عائلة مقيمة في القرية. في حين سجلت الكثافة السكانية 95.8 نسمة لكل كيلومتر مربع (248.1/ميل2). وبلغ عدد الوحدات السكنية 288 وحدة بمتوسط كثافة قدره 45.1 لكل كيلومتر مربع (116.8/ميل2).
وتوزع التركيب العرقي للقرية بنسبة 94.11% من البيض و1.96% من الأمريكيين الأفارقة و0.82% من الأمريكيين الأصليين و0.16% من الأعراق الأخرى و2.95% من عرقين مختلطين أو أكثر و0.33% من الهسبانيون أو اللاتينيون من أي عرق.
بلغ عدد الأسر 244 أسرة كانت نسبة 40.2% منها لديها أطفال تحت سن الثامنة عشر تعيش معهم، وبلغت نسبة الأزواج القاطنين مع بعضهم البعض 54.9% من أصل المجموع الكلي للأسر، ونسبة 11.1% من الأسر كان لديها معيلات من الإناث دون وجود شريك، بينما كانت نسبة 4.5% من الأسر لديها معيلون من الذكور دون وجود شريكة وكانت نسبة 29.5% من غير العائلات. تألفت نسبة 25% من أصل جميع الأسر من عدة أفراد يعيشون في نفس المنزل ونسبة 11.9% كانت تتألف من شخص يعيش بمفرده يبلغ من العمر 65 عاماً أو أكثر. وبلغ متوسط حجم الأسرة المعيشية 2.50، أما متوسط حجم العائلات فبلغ 3.00.
بلغ العمر الوسطي للسكان 35.9 عاماً. وكانت نسبة 28.6% من القاطنين تحت سن الثامنة عشر، وكانت نسبة 7% بين الثامنة عشر والرابعة والعشرين عاماً، ونسبة 27.3% كانت واقعةً في الفئة العمرية ما بين الخامسة والعشرين والرابعة والأربعين عاماً، ونسبة 23.9% كانت ما بين الخامسة والأربعين والرابعة والستين، ونسبة 13.1% كانت ضمن فئة الخامسة والستين عاماً فما فوق. وتوزع التركيب الجنسي للسكان بنسبة 46.3% ذكور و53.7% إناث.